# União das Freguesias de Pena, Quintã e Vila Cova
Die União das Freguesias de Pena, Quintã e Vila Cova ist eine portugiesische Gemeinde (Freguesia) im Kreis (Concelho) Vila Real im Norden Portugals.

## Geschichte
Die Gemeinde entstand im Zuge der Gebietsreform vom 29. September 2013 durch die Zusammenlegung der ehemaligen Gemeinden Pena, Quintã und Vila Cova.
Gontães wurde Sitz der neuen Verwaltung.

## Demographie
| Freguesia | Freguesia                | Freguesia | Freguesia       | ehemalige Freguesias | ehemalige Freguesias | ehemalige Freguesias | ehemalige Freguesias |
| --------- | ------------------------ | --------- | --------------- | -------------------- | -------------------- | -------------------- | -------------------- |
| Wappen    | Freguesia                | Einwohner | Fläche in (km²) | Wappen               | Freguesia            | Einwohner            | Fläche in (km²)      |
|           | Pena, Quintã e Vila Cova | 713       | 24,98           |                      | Pena                 | 479                  | 13,89                |
|           | Pena, Quintã e Vila Cova | 713       | 24,98           | Quintã               | 174                  | 4,18                 |                      |
|           | Pena, Quintã e Vila Cova | 713       | 24,98           | Vila Cova            | 158                  | 6,91                 |                      |